# Keleti békakorsó
A keleti békakorsó, mézes bolonyik, német murok vagy cukorgyökér (Sium sisarum) a zellerfélék családjába tartozó, ehető gumójú növény. Magyarországon védett.

## Megjelenése
A keleti békakorsó 40–100 cm (ritkán 150) cm magas, lágyszárú, évelő növény. Felálló szára kopasz, kissé szögletes, barázdás. Levelei páratlanul szárnyaltak, a levélkék 4–9 párba rendeződnek. Az egyes levélkék 3–8 cm hosszúak, lándzsás alakúak, szélük finoman fűrészes. A murvalevelekből 2–6 van, alakjuk lándzsás, élük hasogatott-fűrészes. Gyökérzetében egész kötegnyi 10–20 cm hosszú, sárgásfehér, duzzadt gumó (a dáliáéhoz vagy édesburgonyáéhoz hasonló, csak azoknál jóval vékonyabb) fejlődik.
Június–júliusban virágzik. Ernyővirágzata 20-30 sugárból áll, amelyeken kis másodrangú ernyők nyílnak. Szirmai fehérek (vagy néha halványrózsaszínűek), behajló csúcsúak. A bibeszálai kb. olyan hosszúak (0,5–1 mm), mint a bibevánkos (a bibe alsó, kiszélesedő része). Az ernyő gallér- és gallérkalevelek keskeny-lándzsásak.
Termése 3–4 mm hosszú ikerkaszat, amelynek felszíni bordái vékonyak, keskenyebbek a köztük lévő barázdáknál.
Kromoszómaszáma 2n=22.
Hasonló faj a széleslevelű békakorsó (Sium latifolium), amelynek többszörösen szárnyalt víz alatti levelei lehetnek, bibeszála pedig hosszabb mint a bibevánkos. A termések bordái vaskosak, olyan szélesek, mint a köztük levő barázdák. A keskenylevelű békakorsó (Sium erectum) levélkéinek széle csipkés-fogas, csúcsálló levele hasadt, lebenyes.

## Elterjedése és termőhelye
Feltehetően Kínában őshonos, onnan terjedt el egész Eurázsiában. Egyes feltételezések szerint már a rómaiak is termesztették. Magyarországon a Cserháton, a Kisalföldön, a Duna–Tisza közén, a Turján-vidéken, a Nyírségben, a Bereg-Szatmári-síkon és a Tiszántúlon találhatók állományai.
Mocsarak, lápok, nádasok, liget- és láperdők növénye. Kedvelt termőhelye a kőrisligetek szegélye. A jó vízelvezetésű, tápanyagban gazdag, kissé meszes talajt részesíti előnyben.
Magyarországon a vadon termő keleti békakorsó 1993 óta védett, természetvédelmi értéke 50 000 Ft.

## Felhasználása
A keleti békakorsó gumói és fiatal hajtásai ehetőek. Évszázadok óta termesztik, félig-meddig háziasítottnak is tekinthető. Mocsári növényként ipari mezőgazdasági termesztésre nem alkalmas, ezért csak igen ritkán lehet találkozni vele. A gumók édesek, nyersen vagy főzve is fogyaszthatóak. Megfőzve édes sárgarépára emlékeztet az íze. Fogyasztás előtt ajánlott kivenni közepéből az elfásodott szálat.   

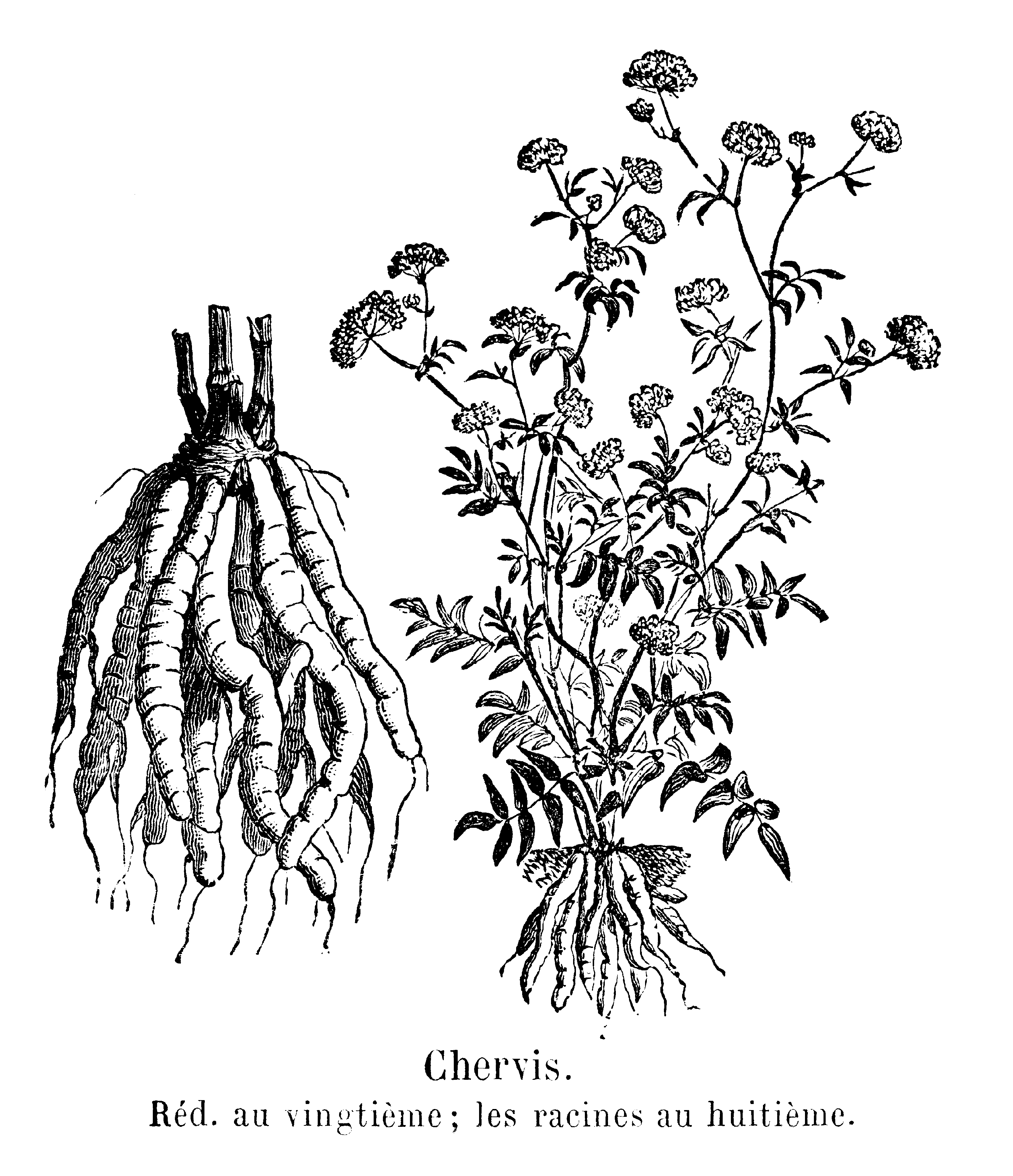
Ábrázolása egy francia botanikakönyvben (1904)
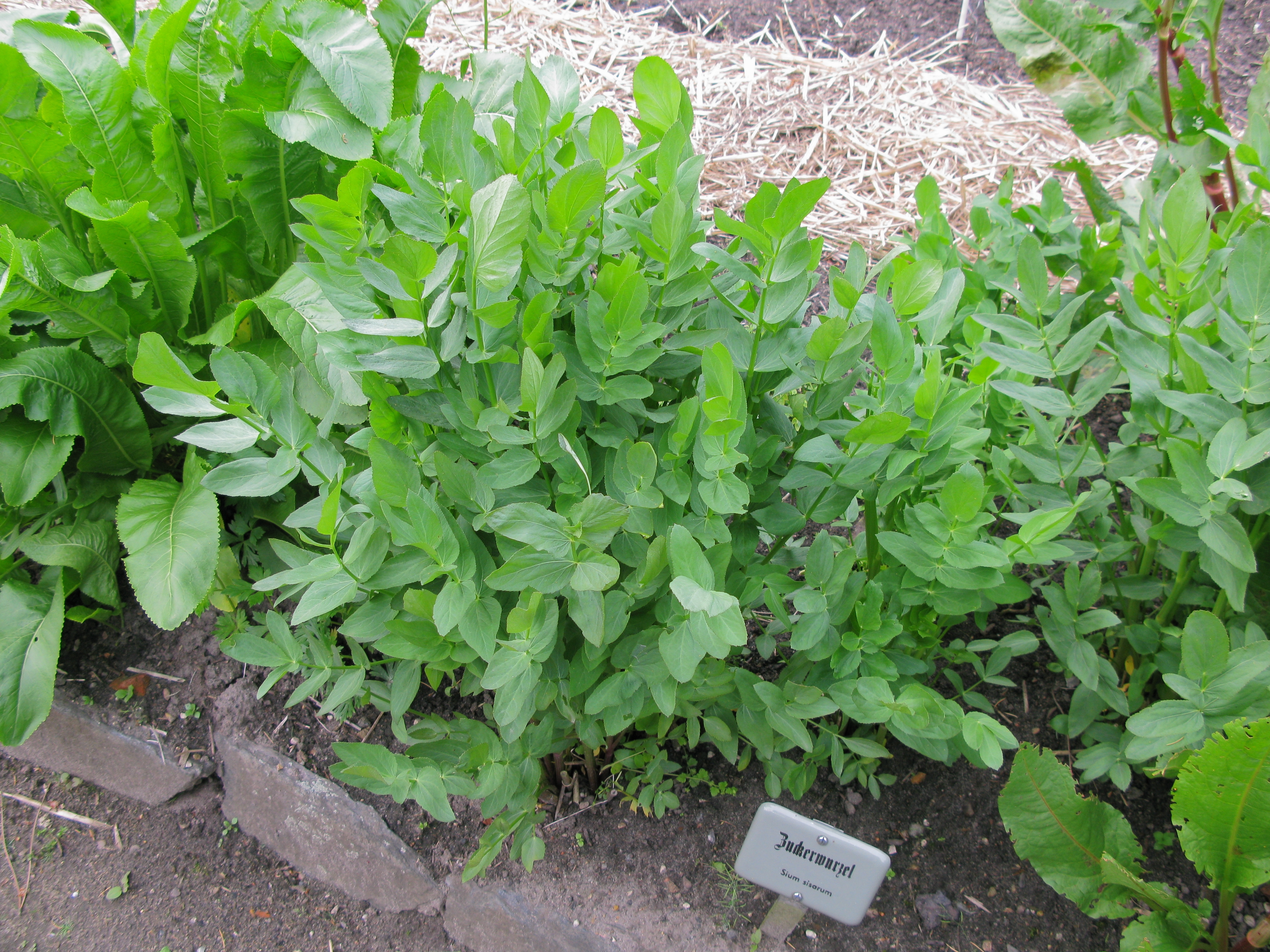
Fiatal hajtásai
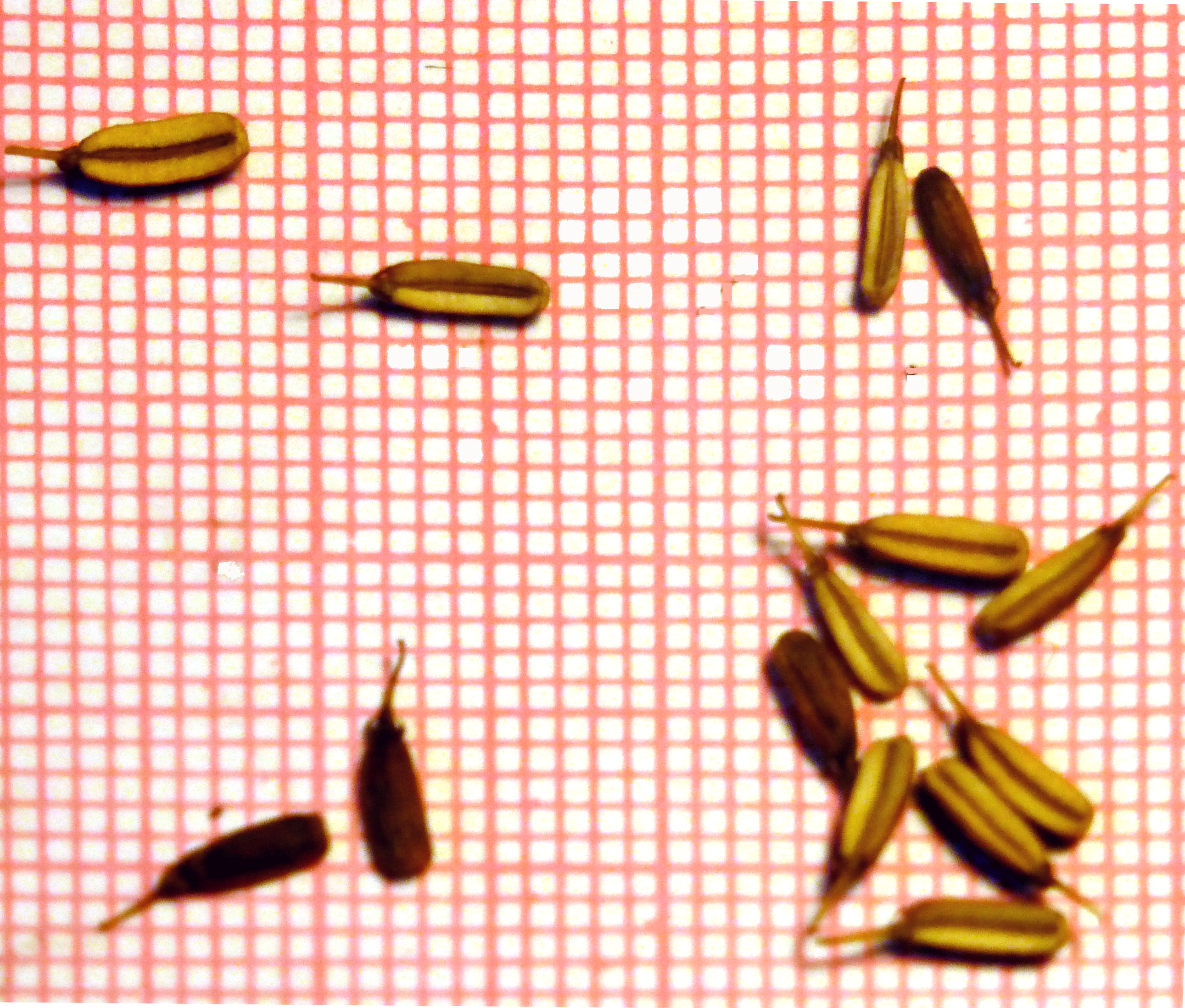
Termése